# Satellitenstadt
Eine Satellitenstadt ist eine Großraumsiedlung im Umfeld einer größeren Stadt und ist im Gegensatz zur relativ selbständigen Trabantenstadt wirtschaftlich wie funktional von der Kernstadt abhängig. Sie besteht hauptsächlich aus Wohngebieten für Pendler und zeichnet sich durch eine niedrige Arbeitsplatzdichte aus. Sie verfügt über wenig eigene Infrastruktur und diese beschränkt sich auf rudimentäre Funktionen, etwa auf Einzelhandelsgeschäfte des täglichen Bedarfs und Schulen. Satellitenstädte sind eine neuzeitliche Erscheinung. Sie wurden gebaut, um den Wohnraumbedarf für die Kernstadt nach der Ideologie der autogerechten Stadt decken zu können.
Satellitenstädte sind im Gegensatz zu Trabantenstädten eher gewachsen durch Planungen von einzelnen Quartieren, aber auch durch eine Gesamtplanung der Siedlung. Einige zentrale Elemente wie Oberschule, große Einkaufszentren, Ärztezentren u. ä. befinden sich weiter entfernt in der eigentlichen Kernstadt, weshalb Satellitenstädte über einen höheren Pendlersaldo verfügen.
Die Definition der Begriffe Trabantenstadt und Satellitenstadt ist umstritten. Burkhard Hofmeister definiert sie in seinem Standardwerk Stadtgeographie so wie hier vorgenommen, und wie es auch international üblicher ist. Rudolf Hillebrecht und Heinz Heineberg benutzen in ihrem Werk Grundriß Allgemeine Geographie, Stadtgeographie die beiden Begriffe in genau umgekehrter Weise.
Anschaulich betrachtet ist eine Trabantenstadt eine vollwertige eigene Kleinstadt im Umfeld einer großen Stadt. Die Satellitenstadt ist dagegen eher eine Schlafstadt, die die Bewohner morgens in Richtung große Stadt verlassen und nach Arbeit und Einkauf wieder aufsuchen. Als positive Variante der Satellitenstadt gilt die Gartenstadt. 
Satellitenstädte werden im Englischen als satellite city, im Französischen als cité satellite, im Spanischen als barrio satélite (oder auch ciudad satélite) und im Russischen als gorodá-spútniki 2. Ordnung bezeichnet.
In der Sowjetunion wurden viele Städte und Siedlungen in Form von Satellitenstädten errichtet. Zum Teil haben diese einen fließenden Übergang zu den Kernstädten. Auch administrativ wird die Unterscheidung zwischen Kern- und Satellitenstadt durch die Einteilung in Mikrorajons verwischt. Als Mikrorajons wurden nicht nur funktional eigenständige Stadtviertel mit eigener Versorgungsinfrastruktur bezeichnet, sondern auch Wohnviertel, die in vielen Städten der Sowjetunion als Ersatz für alte Wohngebiete in Großtafelbauweise errichtet wurden, teils in unmittelbarer Zentrumslage, teils in der Nähe des Stadtzentrums.